# Phreatoicidea
Sous-ordre
Les Phreatoicidea sont un sous-ordre de crustacés au sein de l'ordre des isopodes.

## Nom
Le sous-ordre Phreatoicidea est décrit par le prêtre et naturaliste britannique Thomas Roscoe Rede Stebbing en 1893.

## Taxonomie
Liste des familles :
- Amphisopidae Nicholls, 1943
- Hypsimetopidae Nicholls, 1943
- Mesamphisopidae Nicholls, 1943
- Phreatoicidae Chilton, 1891
- Phreatoicopsidae Nicholls, 1943
- Ponderellidae Wilson & Keable, 2004
- Phreatoicidea incertae sedis : genre Crenisopus Wilson & Keable, 1999
- †Palaeophreatoicidae Birshtein, 1962 (fossile)

## Distribution et habitat
Les espèces actuelles regroupées au sein du sous-ordre Phreatoicidea sont confinées dans des environnements d'eau douce en Afrique du Sud, en Inde et en Océanie, ce qui laisse supposer une répartition cosmopolite à l'époque du Gondwana. Les fossiles assimilés à Phreatoicidea sont les plus vieux fossiles d'isopodes connus et se rencontrent à travers le monde. Il semble que durant les derniers 325 millions d'années, les espèces de Phreatoicidea n'aient que peu changé ; elles sont donc considérées comme des fossiles vivants.